# Libertador (Carabobo)
Libertador é um município da Venezuela localizado no estado de Carabobo.
A capital do município é a cidade de Tocuyito.